# Badhusviken

Badhusviken är en vik av Mälaren belägen öster om Mälarbaden och väster Torshälla huvud. Utmed viken finns såväl fritids- som permanentbostäder samt ett flertal småbåtshamnar. Djupet uppgår till 1,8 m.

## Fotnoter

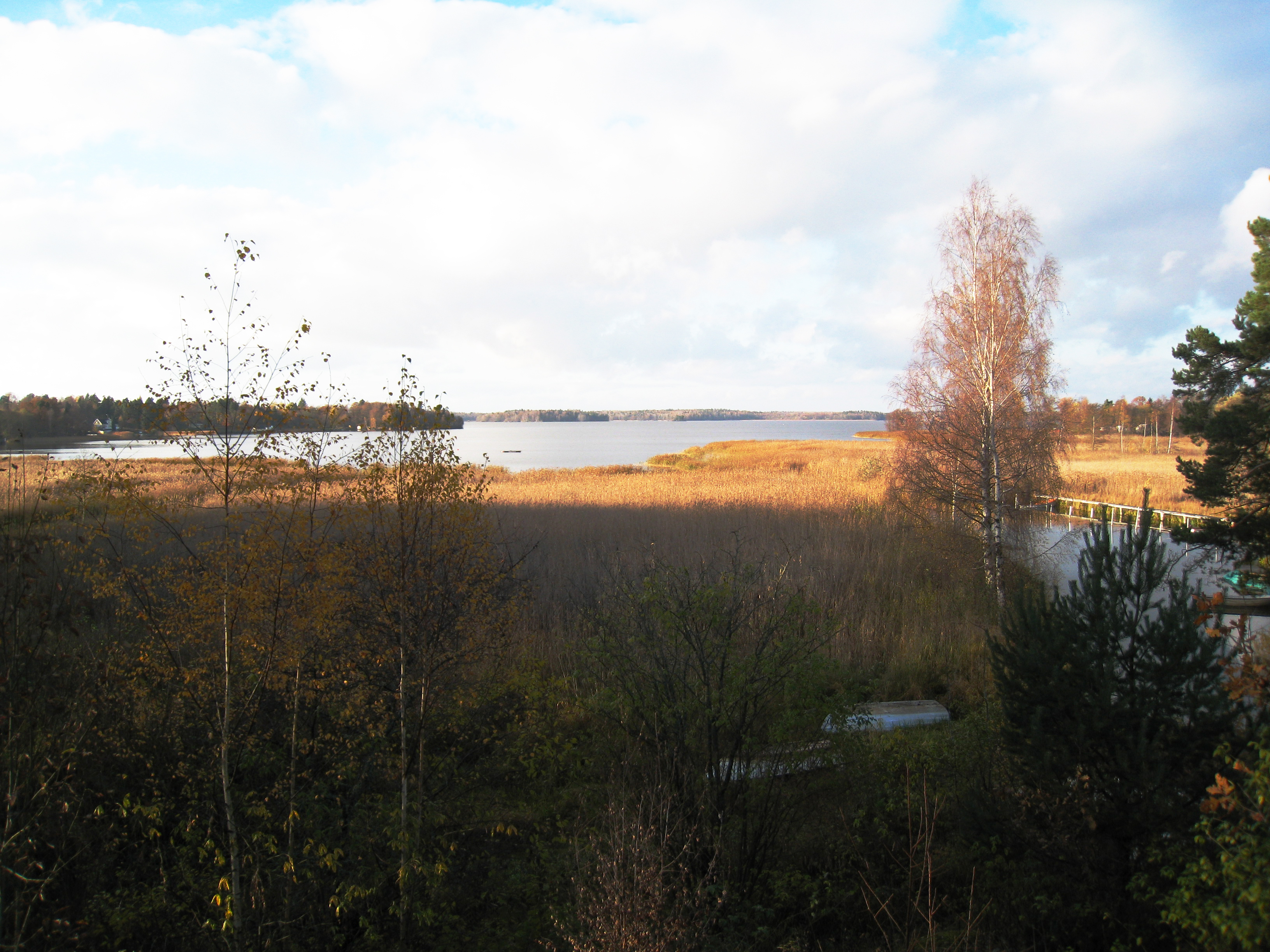
Vy över Badhusviken

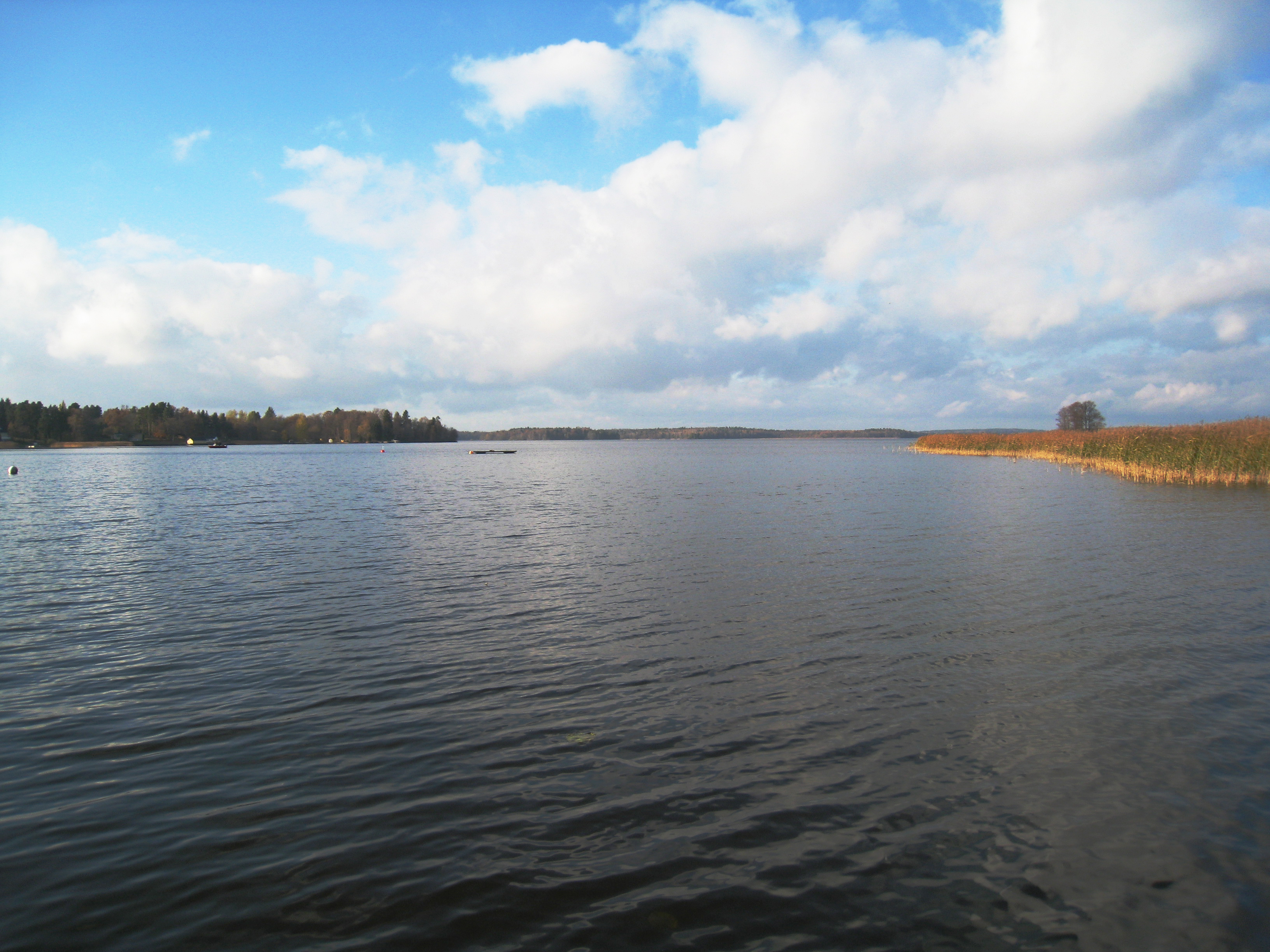
Badhusviken, sett från båt

1. ↑  Sjöfartsverket Båtsportkort Mälaren. 2008